# Gjern Kommune
Gjern Kommune i Århus Amt blev dannet ved kommunalreformen i 1970. Ved strukturreformen i 2007 blev den indlemmet i Silkeborg Kommune sammen med Kjellerup Kommune og Them Kommune.

## Tidligere kommuner
Gjern Kommune blev dannet ved sammenlægning af følgende 4 sognekommuner:
| Kommune            | Folketal 1. januar 1970 | Byer            |
| ------------------ | ----------------------- | --------------- |
| Dallerup           | 1.302                   | Sorring         |
| Skorup-Tvilum-Voel | 2.429                   | Fårvang og Voel |
| Svostrup           | 1.110                   | Grauballe       |
| Gjern-Skannerup    | 1.530                   | Gjern           |
| I alt              | 6.371                   |                 |

Gjern Sogn afgav dog 8.790 m² ved Søbyvad til Hammel Kommune.

## Sogne
Følgende sogne indgik i Gjern Kommune, alle fra Gjern Herred undtagen Svostrup Sogn, der var fra Hids Herred:
- Dallerup Sogn
- Gjern Sogn
- Skannerup Sogn
- Skorup Sogn
- Svostrup Sogn
- Tvilum Sogn
- Voel Sogn

## Borgmestre[4]
| Navn                   | Parti             | Periode   |
| ---------------------- | ----------------- | --------- |
| Laurits Madsen         | Lokalliste        | 1970-1974 |
| Ejvind Brøndum Nielsen | Venstre           | 1974-1986 |
| Sven Møller Jensen     | Socialdemokratiet | 1986-1990 |
| Per Kromann            | Venstre           | 1990-2000 |
| Ella Porskjær          | Venstre           | 2000-2006 |

## Rådhus
Gjern Kommunes rådhus på Søndergade 54 blev opført i 1971 og udvidet i 1983. I 2013 overtog byens købmand rådhuset for at flytte sin forretning dertil. Foruden købmandsforretning rummer det tidligere rådhus frikirken Søhøjlandets Kirke.